# Karolina Stefani

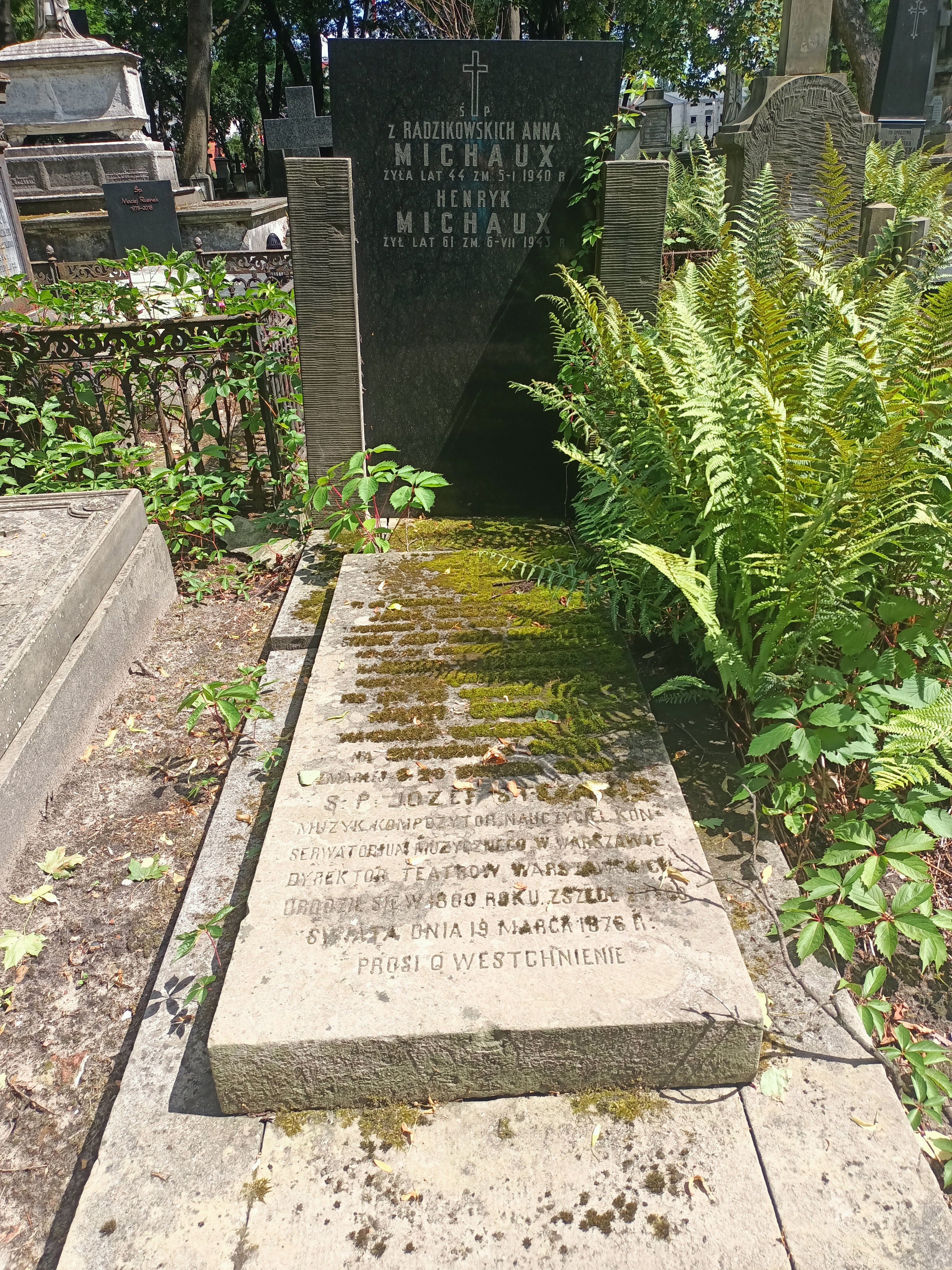
Grób Karoliny Stefani Cmentarzu Powązkowskim w Warszawie

Karolina Stefani (ur. 1784, zm. 25 kwietnia 1803 w Warszawie) – polska śpiewaczka i aktorka. Była córką Jana Stefaniego i siostrą Józefa Stefaniego i Eleonory Stefani.  Kształciła się pod kierunkiem Józefa Elsnera. Śpiewała w chórze Opery Warszawskiej. Prawdopodobnie zadebiutowała 23 XI 1800 w komediooperze Święto braminów. 29 stycznia 1802 debiutowała jako solistka w warszawskim Teatrze Narodowym w partii Pierwszej Damy w Czarodziejskim flecie Mozarta. Zaangażowana do zespołu Teatru Narodowego, śpiewała partie operowe, potem w związku z pogłębiającą się chorobą (gruźlica) grała jedynie role komediowe. Pochowana została 28 kwietnia 1803 na warszawskich Powązkach.